# Ној-Зеланд
Ној-Зеланд (њем. Neu-Seeland) општина је у њемачкој савезној држави Бранденбург. Једно је од 25 општинских средишта округа Обершпревалд-Лаузиц. Према процјени из 2010. у општини је живјело 785 становника. Посједује регионалну шифру (AGS) 12066226.

## Географски и демографски подаци
Ној-Зеланд се налази у савезној држави Бранденбург у округу Обершпревалд-Лаузиц. Општина се налази на надморској висини од 117 метара. Површина општине износи 37,8 km². У самом мјесту је, према процјени из 2010. године, живјело 785 становника. Просјечна густина становништва износи 21 становника/km².

## Међународна сарадња
| Мјесто | Држава | Врста сарадње | Од    |
| ------ | ------ | ------------- | ----- |
|        | Чешка  | партнерство   | 1993. |
| Извор  |        |               |       |